# Palaeopsylla miyama
Palaeopsylla miyama är en loppart som beskrevs av Sakaguti et Jameson 1959. Palaeopsylla miyama ingår i släktet Palaeopsylla och familjen mullvadsloppor. Inga underarter finns listade i Catalogue of Life.